# 유비쿼스
유비쿼스는 유선 인터넷 데이터전송장비의 제조 및 판매를 주력사업으로 하는 코스닥 상장 기업이다. 주력 상품으로는 스위치, VDSL2 장비, FTTH(Fiber-to-the-Home) 장비가 있다.
대한민국의 장비업체 중에서 L2/L3 스위치, VDSL2, GEPON 등 네트워크 장비 전 제품군을 보유한 곳은 다산네트웍스와 더불어 유비쿼스가 유일하다.

## 사업
매출구성은 스위치 39%, FTTH 22% 등으로 구성된다. 2014년 현재 시가총액 1,600억원 규모로, 매분기 30억에서 40억대의 순이익을 내는 흑자 기업이다.
유비쿼스는 사업다각화의 일환으로 2010년 자회사 (주)앤티크 게임즈를 설립해 웹 기반으로 온라인 소셜 RPG인 Shadow of Eclipse를 개발했다.

## 테마
유비쿼스는 네트워크 장비 전문 회사임이 부각되어 증시에서는 사물인터넷 테마주로 인식되고 있다. 따라서 사물인터넷 산업 육성 등에 대한 정부 정책이 나오거나 하면 다른 사물인터넷 관련주들과 함께 급등하곤 한다.